# Giertejaure
Giertejaure är en sjö i Storumans kommun i Lappland och ingår i Umeälvens huvudavrinningsområde. Sjön har en area på 0,671 kvadratkilometer och ligger 656,2 meter över havet. Giertejaure ligger i Vindelfjällen Natura 2000-område. Sjön avvattnas av vattendraget Grinntjärnbäcken.

## Delavrinningsområde
Giertejaure ingår i det delavrinningsområde (730643-145549) som SMHI kallar för Utloppet av Giertejaure. Medelhöjden är 707 meter över havet och ytan är 3,87 kvadratkilometer. Det finns inga avrinningsområden uppströms utan avrinningsområdet är högsta punkten. Grinntjärnbäcken som avvattnar avrinningsområdet har biflödesordning 3, vilket innebär att vattnet flödar genom totalt 3 vattendrag innan det når havet efter 410 kilometer. Avrinningsområdet består mestadels av skog (55 procent) och kalfjäll (26 procent). Avrinningsområdet har 0,74 kvadratkilometer vattenytor vilket ger det en sjöprocent på 19,2 procent.